# Heli Koivula Kruger
Heli Koivula Kruger (geborene Heli Maarit Koivula; * 27. Juni 1975 in Kauhajoki) ist eine ehemalige finnische Weit- und Dreispringerin.
Bei den Olympischen Spielen 1996 in Atlanta und bei den Leichtathletik-Weltmeisterschaften 1997 in Athen schied sie im Weit- und im Dreisprung in der Qualifikation aus. Einem weiteren Aus im Dreisprung der Weltmeisterschaften 1999 in Sevilla folgte in derselben Disziplin bei den Weltmeisterschaften 2001 in Edmonton ein fünfter Platz.
Ihren größten Erfolg feierte sie im Jahr darauf bei den Leichtathletik-Europameisterschaften in München mit dem Gewinn der Silbermedaille.
Beim Dreisprung der Weltmeisterschaften 2003 in Paris/Saint-Denis kam sie nicht über die Vorrunde hinaus, ebenso beim Weit- und beim Dreisprung der Olympischen Spiele 2004 in Athen.
Fünfmal wurde sie finnische Meisterin im Weitsprung (1995, 1996, 1998, 2002, 2004) und siebenmal im Dreisprung (1996, 1998, 2000–2004). In der Halle errang sie je viermal den nationalen Titel im Weitsprung (1994–1996, 2004) und Dreisprung (1996–1998, 2004).
Heli Koivula Kruger ist seit 2003 mit dem aus Südafrika stammenden Diskuswerfer Frantz Kruger verheiratet. 2002 wurde sie zur finnischen Sportlerin des Jahres gewählt.

## Persönliche Bestleistungen
- Weitsprung: 6,65 m, 21. Juli 2004, Tallinn
  - Halle: 6,38 m, 10. Februar 2003, Mustasaari
- Dreisprung: 14,39 m, 3. August 2003, Lappeenranta
  - Halle: 14,07 m, 14. Februar 2004, Tampere